# Chionea nigra
Chionea nigra är en tvåvingeart som beskrevs av George W. Byers 1983. Chionea nigra ingår i släktet Chionea och familjen småharkrankar. Inga underarter finns listade i Catalogue of Life.